# Manastirec
Manastirec (makedonsky: Манастирец) je vesnice v Severní Makedonii. Nachází se v opštině Rosoman ve Vardarském regionu.

## Geografie
Vesnice se nachází v oblasti Tikveš, 10 km severně od města Kavadarci a 4,5 km jižně od centra opštiny Rosoman.

## Demografie
Podle sčítání lidu z roku 2021 žije ve vesnici 268 obyvatel. Etnické skupiny jsou:
- Makedonci – 249
- Srbové – 12
- Albánci – 1
- ostatní – 6

| Rok          | 1900 | 1948 | 1953 | 1961 | 1971 | 1981 | 1994 | 2002 | 2021 |
| ------------ | ---- | ---- | ---- | ---- | ---- | ---- | ---- | ---- | ---- |
| Obyvatelstvo | 188  | 273  | 261  | 256  | 203  | 173  | 117  | 321  | 268  |